# Málta az 1972. évi nyári olimpiai játékokon
Málta az NSZK-beli Münchenben megrendezett 1972. évi nyári olimpiai játékok egyik részt vevő nemzete volt. Az országot az olimpián 2 sportágban 5 sportoló képviselte, akik érmet nem szereztek.

## Kerékpározás

### Országúti kerékpározás
| Versenyző                                         | Versenyszám     | Idő              | Helyezés |
| ------------------------------------------------- | --------------- | ---------------- | -------- |
| Louis Bezzina John Magri Joseph Said Alfred Tonna | Csapat időfutam | 2:31:40 (+20:23) | 31.      |

## Sportlövészet
Nyílt
| Versenyző    | Versenyszám | Pont | Helyezés |
| ------------ | ----------- | ---- | -------- |
| Joseph Grech | Skeet       | 170  | 55.      |